# Łutynówko (jezioro)
Łutynówko, inne nazwy: Wenyk, Lutynówko, Jezioro Łutynowskie lub Wenig (niem. Wenig See) – jezioro w Polsce, w województwie warmińsko-mazurskim, w powiecie olsztyńskim, w gminie Olsztynek.

## Położenie i charakterystyka
Jezioro leży na Równinie Olsztynka, natomiast w regionalizacji przyrodniczo-leśnej – w mezoregionie Puszcz Mazurskich, w dorzeczu Marózka–Łyna–Pregoła. Znajduje się 2 km w kierunku południowo-wschodnim od Olsztynka. Nad jego wschodnimi brzegami leży osada Łutynówko, a zachodnim brzegiem wiedzie linia kolejowa relacji Olsztyn–Warszawa.
Jezioro jest hydrologicznie zamknięte. Brzegi wysokie, gdzieniegdzie strome, płaskie w południowo-wschodniej części. W otoczeniu znajdują się łąki i pola, a także niewielkie skupiska drzew.
Zbiornik wodny według typologii rybackiej jezior zalicza się do leszczowych.
Jezioro leży na terenie obwodu rybackiego jeziora Jemiołowo w zlewni rzeki Pasłęka – nr 1.

## Morfometria
Według danych Instytutu Rybactwa Śródlądowego powierzchnia zwierciadła wody jeziora wynosi 23,1 ha. Średnia głębokość zbiornika wodnego to 4,5 m, a maksymalna – 8,6 m. Lustro wody znajduje się na wysokości 167,0 m n.p.m. Objętość jeziora wynosi 1044,3 tys. m³. Maksymalna długość jeziora to 900 m, a szerokość 450 m. Długość linii brzegowej wynosi 2350 m.
Inne dane uzyskano natomiast poprzez planimetrię jeziora na mapach w skali 1:50 000 opracowanych w Państwowym Układzie Współrzędnych 1965, zgodnie z poziomem odniesienia Kronsztadt. Otrzymana w ten sposób powierzchnia zbiornika wodnego to 23,5 ha, a wysokość bezwzględna lustra wody to 168,0 m n.p.m.

## Przyroda
Jezioro leży na terenie Obszaru Chronionego Krajobrazu Puszczy Napiwodzko-Ramuckiej o łącznej powierzchni 131 278,30 ha oraz na terenie specjalnego obszaru ochrony siedlisk w ramach sieci Natura 2000 Ostoja Napiwodzko-Ramucka (PLH280052) o łącznej powierzchni 32 612,78 ha.